# كازوهيكو نيشيمورا
كازوهيكو نيشيمورا (بالكانا:にしむら かずひこ) هو لاعب كرة يد وممثل ياباني، ولد في 21 أغسطس 1966 في اليابان.

## وصلات خارجية
- كازوهيكو نيشيمورا على موقع IMDb (الإنجليزية)
- كازوهيكو نيشيمورا على موقع قاعدة بيانات الفيلم (الإنجليزية)